# Nita Prose
Nita Prose, nom de plume de Nita Pronovost, est une romancière canadienne, auteure de romans policiers.

## Biographie
Nita Prose a commencé sa carrière en écrivant pour des magazines littéraires avant de devenir rédactrice en chef chez HarperCollins Canada. Elle a ensuite été mutée chez Doubleday, où elle a occupé le poste de rédactrice en chef. En 2016, elle a commencé à superviser l'équipe éditoriale de Simon & Schuster Canada, devenant finalement vice-présidente et directrice éditoriale. En tant que rédactrice en chef, elle a également travaillé comme prête-plume pour plusieurs mémoires de célébrités.
En 2022, elle publie son premier roman, The Maid qui devient un best-seller numéro un de la New York Times Best Seller list et un choix du club de lecture de Good Morning America. Avec ce roman, elle est lauréate de plusieurs prix (prix Ned-Kelly 2022 du meilleur roman international, prix Barry 2023 du meilleur premier roman, prix Anthony 2023 du meilleur premier roman et prix Macavity 2023 du meilleur premier roman).
Avec The Mystery Guest, paru en 2023, elle poursuit sa série ayant pour héroïne Molly, une femme de chambre au Regency Grand Hotel dans une ville sans nom. Avec ce deuxième roman, elle remporte le Crime Writers of Canada Awards of Excellence 2024 du meilleur roman de mystère traditionnel.

## Œuvre

### Romans

#### SérieMolly
- The Maid (2022) Publié en français sous le titre La Femme de chambre, Calmann-Lévy 2022  (ISBN 978-2-7021-8285-7), réédition Le Livre de poche no 36898 2023  (ISBN 978-2-253-93489-9)
- The Mystery Guest (2023)Publié en français sous le titre L'Invité mystère, Calmann-Lévy 2023  (ISBN 978-2-7021-9065-4)
- The Mistletoe Mystery: A Maid Novella (2024)
- The Maid’s Secret (2025)

## Prix et distinctions

### Prix
- Prix Ned-Kelly 2022 du meilleur roman international pour The Maid[3]
- Prix Barry 2023 du meilleur premier roman pour The Maid[4]
- Prix Anthony 2023 du meilleur premier roman pour The Maid[5]
- Prix Macavity 2023 du meilleur premier roman pour The Maid[6]
- Crime Writers of Canada Awards of Excellence 2024 du meilleur roman de mystère traditionnel pour  The Mystery Guest[7]

### Nominations
- Prix Edgar-Allan-Poe 2023 du meilleur roman pour The Maid[8]
- Prix Anthony 2023 du meilleur roman pour The Maid[5]